# Zamium prociduum
Zamium prociduum là một loài bọ cánh cứng trong họ Cerambycidae.